# Arkadia (akademia)

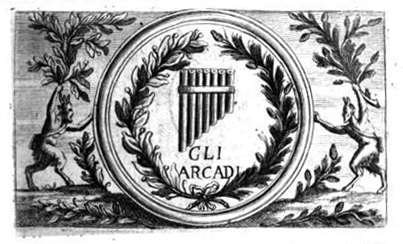
Pieczęć Akademii Arkadia

Arkadia – rzymska akademia literacka powstała w 1690 w środowisku literatów i uczonych skupionych na dworze królowej Krystyny Wazówny.

## Założenia programowe
Podstawy teoretyczne Akademii stworzył w 1696 profesor rzymskiej Sapienzy, Gian Vincenzo Gravina. Program literacki „Arkadii”, wymierzony w antyklasyczną estetykę baroku, zakładał odnowę literatury, w szczególności poezji, poprzez zwrot do jej nieskażonych źródeł – upatrywanych przede wszystkim w greckim antyku. Głoszonemu przez arkadów ideałowi czystości i prostoty sztuki, odpowiadał mit greckiej krainy Arkadii, stanowiącej ucieleśnienie nieskażonego piętnem cywilizacji świata natury, zamieszkałego przez pasterzy. Od niej zaczerpnięto nazwę akademii, której członkowie zyskiwali miano „pasterzy”, przybierając fantastyczne imiona o brzmieniu nawiązującym do języka greckiego. Imiona „arkadyjczyków” posiadały zazwyczaj ukryte znaczenia, nie zawsze dziś już możliwe do odczytania. Po odejściu Graviny z akademii w 1711) na skutek rozłamu wywołanego sporami o podłożu teoretycznym) jej pierwszy kustosz (przewodniczący), Giovan Mario Crescimbeni, poszerzył krąg „arkadyjskich” inspiracji o antyk rzymski i renesans, odwołując się do rodzimej, włoskiej tradycji – nie tylko zresztą literackiej. Nawiązywano w ten sposób do rozległego dziedzictwa – obejmującego historię, archeologię, historię literatury, biografistykę i filologię.

## Obyczaje i konwencje
„Arkadia” była z założenia instytucją o demokratycznym charakterze. W ściśle zhierarchizowanym społeczeństwie stanowym dawała swoim członkom możliwość spotykania się i swobodnej wymiany myśli, bez względu na zajmowaną przez nich pozycję społeczną, światopogląd czy wyznawaną religię. Pełniła więc podobną funkcję, jak powstające w tym samym czasie organizacje wolnomularskie. Po przestąpieniu progów akademii każdy z jej członków porzucał swoją tożsamość na rzecz pasterskiego pseudonimu, by jak równy z równym rozmawiać z innymi jej uczestnikami na tematy dotyczące nie tylko literatury, mimo pierwszeństwa przynależnego jej w toczonych dyskursach. Kilka razy do roku arkadowie organizowali zebrania (w nomenklaturze „arkadyjskiej” nazywane akademiami) oraz dość kosztowne „gry olimpijskie”, sprowadzające się do turniejów poetyckich, których zwycięzcy, uwieńczeni laurem odbywali uroczyste przejazdy ulicami Wiecznego Miasta. W latach 1735–1739 miejscem zebrań arkadów był ogród o nazwie Bosco Parrasio na wzgórzu Janiculum w Rzymie. Z inicjatywy papieża Klemensa XI począwszy od 1702 powierzony zostaje im obowiązek organizowania na Kapitolu uroczystości zwanych „triumfami Sztuk Pięknych”. Okazją do tego były nagrody przyznawane młodym artystom przez Akademię św. Łukasza w ramach tzw. Konkursów Klementyńskich (Concorsi Clementini). Dochodzi wówczas do zacieśnienia więzów pomiędzy „Arkadią” a Akademią św. Łukasza – uczelnią kształcącą architektów, rzeźbiarzy i malarzy, której adepci niejednokrotnie stają się członkami „Arkadii”. Zjawisko to sprzyja przepływowi idei, przyczyniając się do szybkiej ekspansji neoklasycyzmu w literaturze i sztukach pięknych.

## Historyczna rola akademii
Znaczenie „Arkadii” sprowadza się do roli prekursora neoklasycyzmu. Odcinając się od wynaturzeń, w jakie popadła włoska poetyka XVII w., głosiła zasadę powrotu do prawdy i naturalności. Jednocześnie jednak zalecana przez „arkadyjską” teorię zasada sztywnego naśladownictwa autorów takich, jak Anakreont, Teokryt, Wergiliusz czy Horacy sprawiła, że twórczość literacka tego stowarzyszenia zastygła wkrótce w banalnych formach poezji pastoralnej, operującej fałszywym, rzekomo sielskim obrazem wsi zaludnionej postaciami szczęśliwych pasterzy i nimf odpoczywających nad brzegami strumieni. Trwałym dorobkiem „Arkadii” jest wykształcenie takich gatunków literackich, jak sonet opisowy, canzonetta, canzona-oda i wolny 11-zgłoskowiec. Dorobek ten został ujęty w trzynastu tomach „Rime degli Arcadi” i czterech tomach prozy, jakie „Arkadia” zdołała opublikować na przestrzeni ponad stu lat swego istnienia, działalność akademii wygasa bowiem u schyłku XVIII w. Będąc de facto pierwszą ogólnowłoską instytucją literacką, „Arkadia” wywarła znaczny wpływ na rozwój i szerzenie się wielkiego fermentu umysłowego, jakim było Oświecenie, nadając mu jednocześnie charakter ruchu narodowego. Ten właśnie wątek szczególnie chętnie eksponowano w okresie Zjednoczenia Włoch, w działalności „Arkadii” dopatrując się wówczas dążenia do legitymizacji rodowodu kulturalnego Włoch, na którym chciano oprzeć budowę młodego państwa. Podkreślano zasługi „Arkadii” w tworzeniu doktryny klasycyzmu, podważając nieco rolę, jaką w procesie tym odegrali Francuzi. Spadkobierczynią narodowych tradycji przypisywanych pierwszej „Arkadii” stała się, powołana do życia w 1925, Accademia Letteraria Italiana „Arcadia”, istniejące do dziś stowarzyszenie pisarzy włoskich, świadomie nawiązujące do działalności XVIII-wiecznej akademii. Jego siedzibą jest Biblioteca Angelica przy Piazza Sant’Agostino w Rzymie. Stowarzyszenie przejęło archiwum pierwszej „Arkadii”, znacznie zdekompletowane na przestrzeni trzech stuleci, i zajmuje się jego porządkowaniem i udostępnianiem.

## „Arkadia” narodowa i kosmopolityczna
Wbrew lokalnemu charakterowi, od pierwszych lat swego istnienia „Arkadia” była zgromadzeniem ludzi pióra, artystów, uczonych, ale także panujących, dygnitarzy, dyplomatów i innych wybitnych osobistości z całej Europy. Zamożni cudzoziemcy spełniali w niej ściśle określoną rolę, zapewniając akademii finansowe utrzymanie. Po uiszczeniu opłaty członkowskiej otrzymywali tytuł honorowy (pastore acclamato) i prawo do umieszczenia swego portretu w sali posiedzeń akademii (serbatoio). Przynależność do akademii zaspokajała snobistyczne ambicje arystokratów, z których wielu w ogóle nie uprawiało poezji. Nie należał do rzadkości zwyczaj wciągania do „Arkadii” cudzoziemców bez ich uprzedniej zgody, często stosowany w okresie kustodii Michele Giuseppe Moreiego (1743-1766). Uczestnictwo w stowarzyszeniu pozwalało jednak przybyłym do Rzymu cudzoziemcom nawiązywać stosunki z wpływowymi przedstawicielami włoskich elit politycznych. Nie bez znaczenia był też dla nich kontakt z artystami i uczonymi, którzy zaszczytny tytuł „pasterza” otrzymali za własne zasługi. Tworzyli oni pewną wspólnotę nowej wrażliwości estetycznej, oddziałując na przybyszów z krajów o słabiej zaawansowanym rozwoju kulturalnym.

## Wybitniejsi członkowie „Arkadii” w latach 1699-1766
Członkami „Arkadii” byli m.in.:
- François Marie Arouet zw. Wolter (imię pasterskie: Museo Pegaride)
- Giuseppe Brogi, poeta (imię pasterskie: Acamante Pallanzio)
- Arcangelo Corelli, kompozytor (imię pasterskie: Arcomelo Erimanteo)
- Irene Anna Duclos-Parenti, malarka i poetka (imię pasterskie: Lincasta Ericinia)[9]
- Fryderyk Krystian Wettyn, królewicz saski (imię pasterskie: Lusatio Argireo)
- Giuseppe Ghezzi, malarz (imię pasterskie: Afidenio Badio)
- Johann Wolfgang von Goethe (imię pasterskie: Megalio Melpomenio)
- Gian Vincenzo Gravina, poeta (imię pasterskie: Bione Crateo)
- Klemens XI, papież (imię pasterskie: Arete Meleo)
- Carlo Maratti, malarz (imię pasterskie: Disfilo Coriteo)
- Anton von Maron, malarz (imię pasterskie: Dinia Sipilio)
- Anton Raphael Mengs, malarz (imię pasterskie: Melanto Sicionio)
- Pietro Metastasio, poeta (imię pasterskie: Artino Corasio)
- Michele Giuseppe Morei, poeta (imię pasterskie: Mireo Rofeatico)
- Maria Maddalena Morelli-Fernandez, poetka (imię pasterskie: Corilla Olimpica)
- Francesco Redi, poeta, jeden ze współzałożycieli „Arkadii” (imię pasterskie: Anicio Traustio)
- Alessandro Scarlatti, kompozytor (imię pasterskie: Terpandro Azeriano)
- Pierre Subleyras Młodszy, malarz (imię pasterskie: Galisio Enopeo)
- Francesco Trevisani, malarz (imię pasterskie: Sanzio Echeiano)
- Maria Antonia Walpurgis von Wittelsbach, księżniczka bawarska (imię pasterskie: Ermelinda Talea)

## Polscy członkowie „Arkadii”
Polacy stanowili dość liczną grupę narodowościową wśród członków „Arkadii”, od samych początków jej istnienia. Formalnie pierwszym polskim „Arkadem” był Jan Franciszek Kurdwanowski, kanonik krakowski i kanclerz królowej Marii Kazimiery. Większość polskich członków akademii legitymowała się przynależnością honorową, choć byli wśród nich także wybitni ludzie pióra i uczeni. Ich przynależność do „Arkadii” wpłynęła na korzystne zmiany w polskim życiu umysłowym i kulturalnym. Wielu było czynnymi uczestnikami wielkiego przewrotu umysłowego, jaki dokonał się w Polsce w 2 połowie XVIII w.
- Stanisław Kostka Arciszewski, jezuita (imię pasterskie: Meganiro Tebano)[11]
- Jerzy Józef Bronikowski, kanonik krakowski (imię pasterskie: Ogilio Maseteio)
- Ignacy Chodźko, jezuita, teolog (imię pasterskie: Euriclide Anapio)
- Adam Kazimierz Czartoryski, generał ziem podolskich (imię pasterskie: Jagelindo Tomeio)
- Joachim Józef Gozdowski, karmelita (imię pasterskie: Nicalio Sarmatico)
- Józef Aleksander Jabłonowski, wojewoda nowogródzki, historyk i bibliograf (imię pasterskie: Argisto Calidio)
- Adolf Bartłomiej Kamieński, pijar, wykładowca w Collegium Nobilium (imię pasterskie: Niviso Paflagonio)
- Cyprian Komorowski, pijar, bliski współpracownik Stanisława Konarskiego (imię pasterskie: Numante Scilunziaco)
- Stanisław Konarski, pijar, teolog, poeta i pisarz polityczny (imię pasterskie: Florisio Cilleniense)
- Jan Franciszek Kurdwanowski, kanonik krakowski (imię pasterskie: Coreto)
- Franciszek Michał Leśniewski, jezuita, poeta (imię pasterskie: Deifilo Ismariense)
- Wacław Józef Lisowski, pijar (imię pasterskie: Nigrildo Ireteo)
- Maria Kazimiera Sobieska, królowa polska (imię pasterskie: Amirisca Telea)
- Piotr Paweł Jan Maleszewski (Maliszewski), ekonomista (imię pasterskie: Argiro Platense)[12]
- Ignacy Jakub Massalski, biskup wileński (imię pasterskie: Aristandro Gerenio)
- Grzegorz Piramowicz, pedagog, działacz oświatowy (imię pasterskie: Pisandro)
- Michał Jerzy Poniatowski, arcybiskup gnieźnieński i prymas (imię pasterskie: Aurenio Falereo)[13]
- Stanisław Poniatowski, podskarbi wielki litewski (imię pasterskie: Adrasto Montineo)
- Stanisław Kostka Potocki (imię pasterskie: Timagete Licio)[14]
- Franciszek Rzewuski, marszałek nadworny koronny (imię pasterskie: Elviro Delio)
- Wincenty Stroka, profesor gimnazjalny, poeta, tłumacz (imię pasterskie: Almeristo Peliaco)
- Antoni Sułkowski, kanclerz wielki koronny (imię pasterskie: Sisindro Dacico)
- Aleksander Benedykt Sobieski, królewicz polski (imię pasterskie: Armonte Calidio)
- Stanisław Leszczyński, król Polski (imię pasterskie: Eutimio Alifireo)
- Krzysztof Hilary Szembek, biskup płocki (imię pasterskie: Deisobo Pirgunteo)
- Józef Szołdrski, cysters (imię pasterskie: Monimo Acheo)
- Kazimierz Ustrzycki, poeta (imię pasterskie: Ermeno Etocleo)
- Tomasz Kajetan Węgierski, poeta (imię pasterskie: Vitalgo Eginense)
- Felicjan Wykowski, pijar, matematyk i astronom, poeta (imię pasterskie: Odanillo Apisanzio)
- Sebastian Stefan Wykowski, pijar (imię pasterskie: Vabisso Frigio)
- Józef Andrzej Załuski, biskup kijowski, bibliofil i historyk (imię pasterskie: nieustalone)
- Antoni Józef Żołędziowski, rektor Akademii Krakowskiej (imię pasterskie: Jorindo Chalcedonico)